# Cantó de Salias
El cantó de Salias és un cantó del departament francès dels Pirineus Atlàntics, a la regió d'Aquitània. Està enquadrat al districte de Pau i té 12 municipis: Autarriba, Bailòc, Berencs, Carressa e Cassabè, Castanheda, Ezkoze, La Bastida de Vièlafranca, Lahontan, Lèren, Sendòs, Sent Pèr de Lèren i Salias.
| Data d'elecció                               | Nom                     | Partit | Qualitat                   |
| -------------------------------------------- | ----------------------- | ------ | -------------------------- |
| 1967                                         | Émile Pommès            |        |                            |
| 1970                                         | Émile Pommès            |        |                            |
| 1976                                         | Émile Pommès            |        |                            |
| 1982                                         | Jean Hourdebaigt        |        |                            |
| 1988                                         | Lucien Basse-Cathalinat | RPR    | Alcalde de Salies-de-Béarn |
| 1994                                         | Lucien Basse-Cathalinat | RPR    | Alcalde de Salies-de-Béarn |
| 2001                                         | Lucien Basse-Cathalinat | UMP    | Alcalde de Salies-de-Béarn |
| 2008                                         | Claude Serres-Cousiné   | PS     | Alcalde de Salies-de-Béarn |
| Les dades anteriors a 1967 no són conegudes. |                         |        |                            |
|                                              |                         |        |                            |